# Xysticus emertoni
Xysticus emertoni es una especie de araña cangrejo del género Xysticus, familia Thomisidae. Fue descrita científicamente por Keyserling en 1880.

## Distribución geográfica
Habita en los Estados Unidos, Canadá, Eslovaquia, Rusia (Urales al Lejano Oriente), Kazajistán, Asia Central y China.